# وا معتصماه
وا معتصماه هي بحسب بعض الروايات مقولة لإمرأة مسلمة كانت قد استنجدت بالخليفة المعتصم من الروم، حرك على إثرها المعتصم آنذاك جيشه لنجدتها. إلا أن وهناك شكوك حول صحة هذه الواقعة والتي لم تنسب لمؤرخ إسلامى معين، ولم يذكر اسم المرأة التى أطلقت ذلك النداء، وربط المعركة بالجملة سالفة الذكر ربما يكون إحدى الحكايات الشعبية إذ تنسبها أغلب الدراسات والكتب إلى مؤرخين دون ذكر أسمائهم. 

## القصة
تقول إحدى الروايات أن رجلا قدم للمعتصم ناقلا له حادثة شاهدها قائلا:
«يا أمير المؤمنين، كنت بعمورية فرأيت امرأة عربية في السوق مهيبة جليلة تسحل إلى السجن فصاحت في لهفة: وامعتصماه وامعتصماه.»
فأرسل المعتصم رسالة إلى أمير عمورية قائلا له: «من أمير المؤمنين إلى كلب الروم أخرج المرأة من السجن وإلا أتيتك بجيش بدايته عندك ونهايته عندي. فلم يستجب الأمير الرومي وانطلق المعتصم بجيشه ليستعد لمحاصرة عمورية فمضى إليها، فلما استعصت عليه قال: اجعلو النار في المجانيق وارموا الحصون رميا متتابعا ففعلوا، فاستسلمت ودخل المعتصم عمورية فبحث عن المرأة فلما حضرت قال لها: هل أجابك المعتصم قالت نعم.»
فلما استقدم الرجل قالت له: هذا هو المعتصم قد جاء وأخزاك قال: قولي فيه قولك.
قالت: أعز الله ملك أمير المؤمنين بحسبي من المجد أنك ثأرت لي. بحسبي من الفخر أنك انتصرت فهل يأذن لي أمير المؤمنين في أن أعفو عنه وأدع مالي له.
فأعجب المعتصم بمقالها وقال لها: لأنت جديرة حقا بأن حاربت الروم ثأرًا لك. ولتعلم الروم أننا نعفو حينما نقدر.
ويذكر بعض الرواة أن امرأة ممن وقعت في أسر الروم قالت: وامعتصماه، فنُقل إليه ذلك الحديث، وفي يده قَدَح يريد أن يشرب ما فيه، فوضعه، ونادى بالاستعداد للحرب.
يقولون كانت المرأة في أحد الأسواق وفيه رجل من الروم مار بالسوق فرأى المرأة وحاول أن يتحرش بها وأمسك بطرف جلبابها فصرخت «وامعتصماه»، فسمع صوتها رجال المعتصم فبلغوه فأمر بتجهيز جيش كبير والاستعداد للحرب.
وتذهب رواية رابعة أن الروم استغلوا انشغال الخليفة المعتصم في القضاء على فتنة بابك الخرمي، وجهزوا جيشا ضخماً قاده ملك الروم، بلغ أكثر من مائة ألف جندي، هاجم شمال الشام والجزيرة، ودخل مدينة زبطرة التي تقع على الثغور، وكانت تخرج منها الغزوات ضد الروم، وقتل جيش الروم من بداخل حصون المدينة من الرجال، وانتقل إلى «ملطية» المجاورة فأغار عليها، وعلى كثير من الحصون، ومثَّّل بمن صار في يده من المسلمين، وسَمَلَ أعينهم، وقطع آذانهم وأنوفهم، وسبى من المسلمات فيما قيل أكثر من ألف امرأة.
وصلت هذه الأنباء المروعة إلى أسماع الخليفة، وحكى الهاربون الفظائع التي ارتكبها الروم فتحرك على الفور، وأمر بعمامة الغزاة فاعتم بها ونادى لساعته بالنفير والاستعداد للحرب.
وخرج المعتصم على رأس جيش كبير، وجهّزه بما لم يعدّه أحد من قبله من السلاح والمؤن وآلات الحرب والحصار، حتى وصل إلى منطقة الثغور، ودمّرت جيوشه مدينة أنقرة ثم اتجهت إلى عمورية في جمادى الأولى 223 هـ = أبريل 838م وضرب حصارا على المدينة المنيعة دام نصف عام تقريباً، ذاقت خلاله الأهوال حتى استسلمت المدينة، ودخلها المسلمون في 17 رمضان سنة 223 هـ = 13 أغسطس 838م بعد أن قُتل من أهلها ثلاثون ألفا، وغنم المسلمون غنائم عظيمة، وأمر الخليفة المعتصم بهدم أسوار المدينة المنيعة وأبوابها وكان لهذا الانتصار الكبير صداه في بلاد المسلمين، وخصّه كبار الشعراء بقصائد المدح.

## القصة في الشعر العربي
وهذا ما نظمه أبو تمام في بائيته الخالدة مادحاً للخليفة بعدما حقق نصرا: